# مجمه
مجمه یا مجمعه (به انگلیسی: majma)، سینی بزرگ از جنس روی، مس یا چوب، که معمولاً لبه‌ها و طبق مدور مسی لبه‌داری دارد؛ و در روزگاران قدیم بسیار مورد استفاده قرار می‌گرفته‌است.
همچنین در برخی مراسم همچون مراسم عروسی، و مجمه‌وری نیز از این ظرف استفاده می‌شده‌است که در درون آن هدایا یا خوارکی‌هایی برای پیش‌کش یا پذیرایی قرار داده می‌شده‌است.